# 阿斯米尔·贝戈维奇
阿斯米尔·贝戈维奇（發音：[âsmir bêːɡoʋitɕ]；1987年6月20日—）是一名波斯尼亚和黑塞哥维那足球运动员，司职守门员，現效力於英冠球隊李斯特城。他曾是波斯尼亞和黑塞哥維那國家足球隊的成员。
2014年9月5日，當時為史篤城效力的比高域上半場開賽後12秒於自己禁區範圍攻入對方修咸頓一球，該離門95米的入球獲吉尼斯世界纪录大全確認為有紀錄以來足球史上最遠距離的入球。

## 俱乐部生涯

### 朴茨茅斯
贝戈维奇在2003年和朴茨茅斯签订一份青年合同。为了积累一线队经验，2005年，他被租借到比利时球队拉路维尔效力。2006/07赛季，贝戈维奇又被租借到马科斯菲尔德。2006年11月25日马科斯菲尔德和斯托克港的联赛比赛进行到第80分钟时替补受伤的先发门将出场，这是他在英格蘭足球聯賽的首次亮相。贝戈维奇在代表马科斯菲尔德在联赛出场三次后，由于遭遇膝盖受伤，他的租借合同提前终结。
2007年8月，贝戈维奇被租借到英甲球队伯恩茅斯至2008年1月。但他在2007年10月11日被朴茨茅斯提前召回。12月8日，贝戈维奇在朴茨茅斯和阿斯顿维拉的联赛中第一次进入球队比赛日的16人名单，担任替补门将，这也是他首次进入英超球队的比赛日名单。
2008年3月，贝戈维奇被短期租借到约维尔一个月，而在此期间朴茨茅斯拥有随时将他召回的权利。3月29日，他在和布里斯托尔流浪的联赛中首次代表约维尔出场，并力保球门不失。贝戈维奇在代表约维尔出场2次后就被召回。虽然约维尔有意重新租借贝戈维奇，但最终却没有成功。2008年6月，在约维尔的主力门将转投绍森德后，约维尔主教练罗素·斯雷德透露他考虑将再次租借贝戈维奇。但这次租借却因为贝戈维奇的祖父去世而推迟。直到2008年8月，他才确定再次租借到约维尔，这一次的租期为三个月。他为球队在联赛中出场14次，其中3次没有让对手攻破球门。
2009年5月18日，贝戈维奇在朴茨茅斯3比1击败桑德兰的联赛中首次代表朴茨茅斯出场，这也是他在英超的首次亮相。为庞贝军团上演英超首秀后，贝戈维奇表达了他的兴奋：“这实在是太棒了。在英超联赛第一次亮相，是我期待了很久很久的事情。”10月份，他被租借到英冠球队伊普斯维奇至2010年1月16日。11月23日，由于受伤，贝戈维奇在为伊普斯维奇出场仅仅6次后，又一次被朴茨茅斯召回。回到庞贝军团后，贝戈维奇又在2009/10赛季为朴茨茅斯一线队出场15次。

### 斯托克城
2010年2月1日，贝戈维奇和英超球队斯托克城签订了一份4年半的合同，转会费为325万英镑。 斯托克城主教练帕利斯在贝戈维奇签约后透露他已经留意贝戈维奇一段时间。在加盟斯托克城前，贝戈维奇也和另一支英超球队托特纳姆热刺谈判，但由于“体育竞技原因”，最终选择加盟斯托克城。不久后，他透露离开在2009/10赛季陷入财政混乱的朴茨茅斯是一个解脱。在这次转会风波中有一个离奇事件，据透露朴茨茅斯其实拖欠热刺购买贝戈维奇的钱。热刺已经为贝戈维奇的转会支付分期付款，但最终贝戈维奇却选择加盟斯托克城。由于热刺已经为贝戈维奇和支付了部分转会费，朴茨茅斯在转会中止后被英超联赛委员会勒令退回100万英镑。
2010年4月25日，贝戈维奇在斯托克城对阵切尔西的比赛第35分钟替补受伤的索伦森出场，第一次为斯托克城出场。5月1日，贝戈维奇第一次为斯托克城先发出场，并力保大门不失，帮助斯托克城0比0战平埃弗顿。他在2009/10赛季英超联赛最后两轮和富勒姆以及曼联的比赛中继续获得首发机会。
2010/11赛季，贝戈维奇获得球队的1号球衣。2010年8月，据称他拒绝在联赛杯对阵谢斯伯利的比赛中出场，但贝戈维奇否认他拒绝为球队出场的传言。这个赛季贝戈维奇在对阵富勒姆的联赛杯第一次为球队出场。10月30日，他在和埃弗顿的联赛中替补再度受伤的索伦森出场，这是他在2010/11赛季的英超首秀。自此以后，贝戈维奇开始成为球队的主力守门员，据称他也和主教练帕利斯在联赛杯拒绝出场一事达成和解。但在这个赛季的足总杯决赛，帕利斯选择使用当时球队在杯赛中的首选门将索伦森作为先发门将，贝戈维奇失去在决赛亮相的机会。
2011/12赛季前六场比赛中，贝戈维奇只让对手在一场比赛中进球，表现也赢得帕利斯的称赞。但他在接下来的七场比赛中连丢18球，在0比5惨败给博尔顿后，贝戈维奇就他的低迷表现向球队支持者道歉。之后他将主力位置让与索伦森，直到2012年3月1日才重新成为球队的主力门将。2011年12月，他和球队签订一份4年半、至2016年到期的新合同。2012/13赛季贝戈维奇继续保持主力位置，在赛季前15场比赛仅失12球。虽然在下半程联赛表现一般，但他还是被球迷评选为斯托克城赛季最佳球员。
2013-14賽季英超第10輪对南安普顿的比赛中，比高域成為英超第四快入波的球員，開波僅12秒就入波，而且入球距離為95米。2014年9月5日，史篤城門將比高域的最遠入波紀錄獲承認，躋身健力士紀錄大全之列。

### 車路士
2015年7月13日，车路士官方宣布正式签下比高域，双方签约四年至2019年。2015/16赛季起将穿上前车路士传奇门将施治的1号球衣出场。
比高域於7月22日首次效力車路士，迎戰紐約紅牛。然而，比高域的狀態並不良好，後備換上後為球隊失了4球，導致球隊最後以2-4慘敗。摩連奴於賽後檢討表示，比高域的表現未如理想。

### 伯恩茅斯
2017年夏天，比高域加入英超球會伯恩茅斯 。

## 国家队生涯

### 加拿大
贝戈维奇曾代表加拿大U20国家队在加拿大主办的2007年U20世界杯足球赛出场。在小组赛首场0比3不敌智利U20国家队时曾经做出数个关键扑救。在小组赛最后一轮，加拿大0比2输给刚果队的比赛中，贝戈维奇因为在禁区外手球破坏对手的进球机会而被红牌罚下。
2007年8月14日，20岁的贝戈维奇首次收到加拿大国家队的征召，在和冰岛的国际友谊赛中担任替补，但没有得到出场机会。2008年11月，贝戈维奇在2010年世界杯外圍賽加拿大对阵牙买加的比赛中再次被召入国家队，但由于此时是加拿大国家队绝对的主力门将，贝戈维奇依然没有上场机会。由于朴茨茅斯要求贝戈维奇在2009/10赛季的季前训练中要一直待在球队，他错过了参加2009年美洲金盃的机会。
2009年6月底，他和时任波斯尼亚和黑塞哥维那国家足球队主教练的克罗地亚人商谈为波黑国家队比赛的可能性。根据波黑媒体的报导，贝戈维奇打算为自己出生的国家出场比赛。但在7月12日，贝戈维奇在参加加拿大的足球节目时却表示他依然愿意为加拿大国家队出场比赛。他指出有关他和波黑主教练的谈话内容是由于拙劣的翻译而被曲解。他在节目中表示：
“我已经为加拿大效力很长一段时间，现在并没有任何更换球队的决定……但现在加拿大国家队有一些不确定因素（如下一任教练的人选问题）。我很高兴留在加拿大，在这里我看到我的未来……我一度离入选波黑国家队很近，我们也有谈判……但我无意为波黑国家队出战。”

### 波斯尼亚和黑塞哥维那
但是仅仅过了两个月后，贝戈维奇改变了他的主意。2009年8月21日，他接受波斯尼亚和黑塞哥维那国家足球队的征召，参加两场2010年世界盃歐洲區外圍賽的比赛：2009年9月5日客场对阵亚美尼亚，以及4天后主场对阵土耳其。在赛前贝戈维奇接受波黑一家互联网网站的采访时说出和两个月前截然不同的话：“我出生在特雷比涅，波斯尼亚和黑塞哥维那是我的祖国，如果这次没有立即得到出场机会，我也不会感到失望。”他在这两场比赛中都没有得到出场机会。但在接下来一轮的世界盃外圍賽波黑2比0击败爱沙尼亚的比赛中，贝戈维奇在第92分钟替补登场，首次代表成年国家队亮相。
2010年3月3日，贝戈维奇开始在国家队担任重要角色，他在2比1击败加纳队的友谊赛中下半场登场，没有失球。5月，他在和瑞典的友谊赛中首次代表国家队打满全场，虽然波黑以2比4失利，但波黑媒体认为他无需为任何一个失球负责，而是波黑糟糕的防守导致了这四个失球。2012年8月开始，贝戈维奇成为波黑国家队的一号门将。2013年5月27日，他被波黑记者团选为2012年波黑年度最佳球员。

## 个人生活
贝戈维奇出生在南斯拉夫社会主义联邦共和国特雷比涅（后属于波斯尼亚和黑塞哥维那）的一个波斯尼亚人家庭。他的父亲阿米尔·贝戈维奇也曾经是一名职业足球守门员。在波士尼亚战争时期，老贝戈维奇带着自己的家庭（包括只有4岁的阿斯米尔·贝戈维奇）逃离波斯尼亚和黑塞哥维那前往德国。在德国，小贝戈维奇开始接受有组织的足球训练。贝戈维奇10岁时，他们又举家搬到加拿大艾伯塔省首府埃德蒙顿。2004年，为了阿斯米尔·贝戈维奇的职业足球训练，他们又搬回德国。2011年6月18日，贝戈维奇和美国人妮可结婚，他们已经生下一个孩子——泰勒。

## 荣誉

### 个人
- 加拿大20岁以下最佳球员: 2007
- 斯托克城足球俱乐部最佳青年球员: 2011
- 斯托克城足球俱乐部最佳球员: 2013

### 車路士
- 英超冠軍: 2016/17球季